# Подседельный штырь

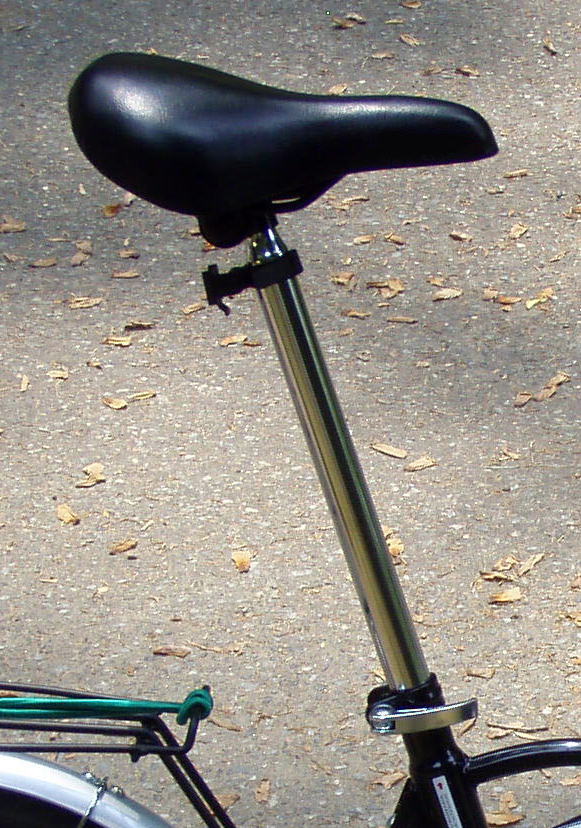
Подседельный штырь

Подседельный штырь — часть велосипеда, выполненная в виде трубы, соединяющая седло с рамой. Штырь закрепляется в раме с помощью хомута. Седло фиксируется с помощью болтового замка.

## Крепление седла
Не считая различных проприетарных механизмов, наиболее распространены три вида крепления штыря к седлу:
- С сужением к верху (классический)
- Одноболтовый
- Двухболтовый

Кроме того болты в конструкции могут быть заменены эксцентриками для быстрого съёма и установки.

## Типоразмеры
Наиболее распространенные диаметры подседельных штырей:
- 27,2 мм
- 28,6 мм (он же 1 1/8", в основном классические)
- 29.2 мм
- 31,6 мм
- 34,9 мм

## Материалы
Подседельные трубы изготавливают из таких же материалов, как и большинство других велосипедных компонентов:
- алюминиевые сплавы
- сталь
- титан/скандий-содержащие сплавы
- углепластик (жарг. «карбон»)

## Штыри с амортизацией

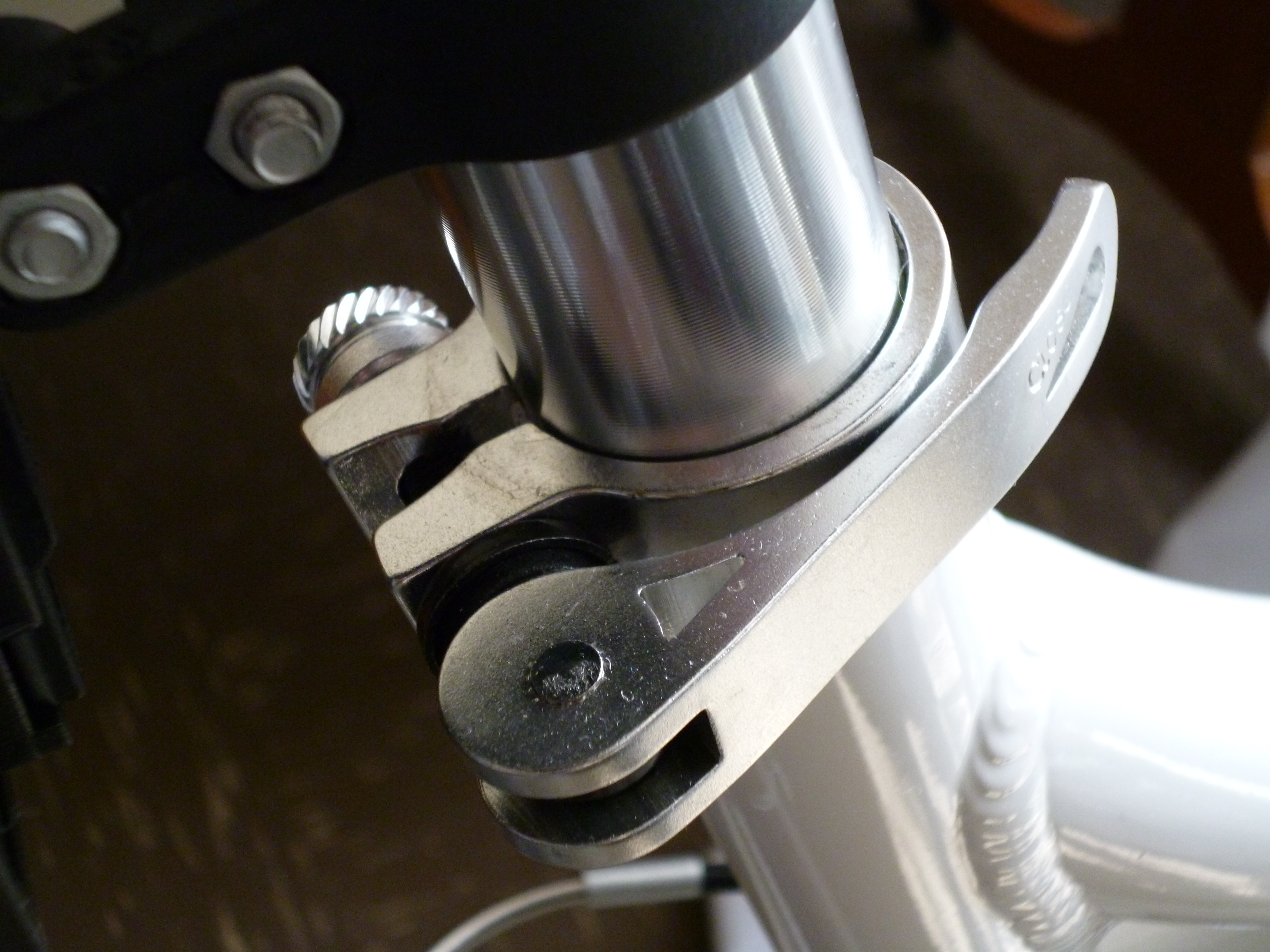
Подседельный эксцентриковый хомут

Существует две наиболее распространенных конструкции подседельных штырей с амортизацией:
- Телескопическая конструкция, как у вилок
- Рычажная, параллелограмная конструкция

В телескопических конструкциях обычно используется эластомер в качестве упругого элемента, в то время как рычажная предполагает использование металлических пружин. Эластомеры характерны для недорогих подседельных штырей.
Оба вида могут комплектоваться более сложными гидравлическими/газомасляными системами. 

## Особенности
Все подседельные штыри имеют заводскую маркировку с допустимой высотой установки. Превышение этого порога может привести к порче штыря либо подседельной трубы, а также нанести вред здоровью.